# Apolline Andriveau
Louise-Apolline-Aline Andriveau (ur. 7 maja 1810 w Saint-Pourçain-sur-Sioule, zm. 23 lutego 1895 w Montolieu) – francuska szarytka. Na podstawie jej wizji papież bł. Pius IX zatwierdził Czerwony Szkaplerz Męki Pańskiej.

## Życiorys
Louise-Apolline-Aline Andriveau pochodziła z dobrze sytuowanej rodziny z Saint-Pourçain-sur-Sioule w Owerni. Jej ojciec, Leonardo, był cenionym notariuszem, a następnie szefem wydziału w Ministerstwie Spraw Zagranicznych w Paryżu. Przeprowadzka rodziny do stolicy Francji w 1820 roku umożliwiła Apolline Andriveau oraz jej dwom braciom zdobycie gruntownego wykształcenia. Apolline Andriveau specjalizowała się w malarstwie i muzyce, pasjonowała ją poezja. Po śmierci pobożnej matki, Apolline z domu Grangie, z którą kilkakrotnie pielgrzymowała do sanktuarium Notre-Dame-du-Port w Clermont-Ferrand, rodzina umieściła ją w Konwencie św. Elżbiety w Paryżu, gdzie zyskała opinię najzdolniejszej uczennicy i tamtejsze siostry miały nadzieję na jej wstąpienie do ich wspólnoty.
W 1833 roku Andriveau wstąpiła jednak do Zgromadzenia Sióstr Miłosierdzia, by móc poświęcić się ubogim i chorym. W następnym roku została skierowana do pracy w parafii św. Jana przy rynku (fr. Église Saint-Jean-du-Marché) w Troyes (Szampania), gdzie siostry prowadziły szkołę i opiekowały się ubogimi chorymi. Została wpierw skierowana do pracy z dziećmi. Po kilku latach, z powodu złego stanu zdrowia, przełożeni przenieśli ją do posługi w zakrystii. Największą jednak radość sprawiało jej opiekowanie się chorymi i ubogimi, w których widziała cierpiącego Chrystusa, którego Mękę szczególnie czciła.
W latach 1861–1871 siostra Apolline pełniła funkcję asystentki przełożonej dla osób starszych i niedołężnych, będąc bardzo lubianą. W 1872 roku opuściła Troyes i wyjechała do Domu Miłosierdzia w Caen (Normandia), gdzie przez czternaście lat zajmowała się opieką nad starszymi kobietami.
W 1887 roku, jako schorowana, została wysłana do domu spokojnej starości w Montolieu (Langwedocja). Pod koniec 1894 roku stan jej zdrowia uległ nagłemu pogorszeniu. Była świadoma, że jej dni dobiegają kresu i mówiła o tym z całkowitym spokojem. Odeszła 23 lutego 1895 roku po przyjęciu sakramentu namaszczenia chorych i wiatyku.

## Duchowość
W uzasadnieniu swojej decyzji wstąpienia do Zgromadzenia Sióstr Miłosierdzia s. Apolline Andriveau napisała: Mając na uwadze względy, jakimi mnie w świecie otaczano i pochwały wypowiadane pod moim adresem, poczęłam się lękać o moje zbawienie i postanowiłam szukać oparcia w życiu duchowym. Takie stanowisko kształtowało jej postawę przez wszystkie lata życia w zgromadzeniu, co potwierdzają opinie współsióstr z okresu jej pobytu w Troyes. Jedna z nich wyznała: W kaplicy, którą siostra Apolline tak lubiła przystrajać, ziemia przestawała dla niej istnieć. Była cała pogrążona w Bogu. Jej pobożność niezmiernie mnie budowała. Nigdy nie zapomnę jej ułożenia pełnego uszanowania. Ręce lekko opierała na klęczniku, oczy miała utkwione w tabernakulum. Zdawała się być nieruchomą.
Inna szarytka napisała: Co mnie najbardziej uderzało w siostrze Apolline, to jej głębokie skupienie. Czuło się, że ona ani na chwilę nie przestaje przeżywać Bożej obecności. Zwłaszcza od godziny drugiej do trzeciej zdawało się, że nie należy do tego świata. Jej pobożność była ściśle związana z męką Boskiego Zbawiciela. Przeżywała Jego cierpienia i Jego chwałę. Ułożenie jej w czasie rozmyślania, a jeszcze bardziej podczas Mszy świętej, było prawdziwym kazaniem. Nieruchoma, z rękami złożonymi jak w seminarium, zdawała się być w zachwycie. Taka postawa siostry Apolline sprawiała, że siostry mówiły między sobą, iż w każdy piątek między drugą a trzecią godziną dostępowała łaski widzenia Pana Jezusa. Ona sama ani słowem nie zdradzała swoich przeżyć.

## Objawienia

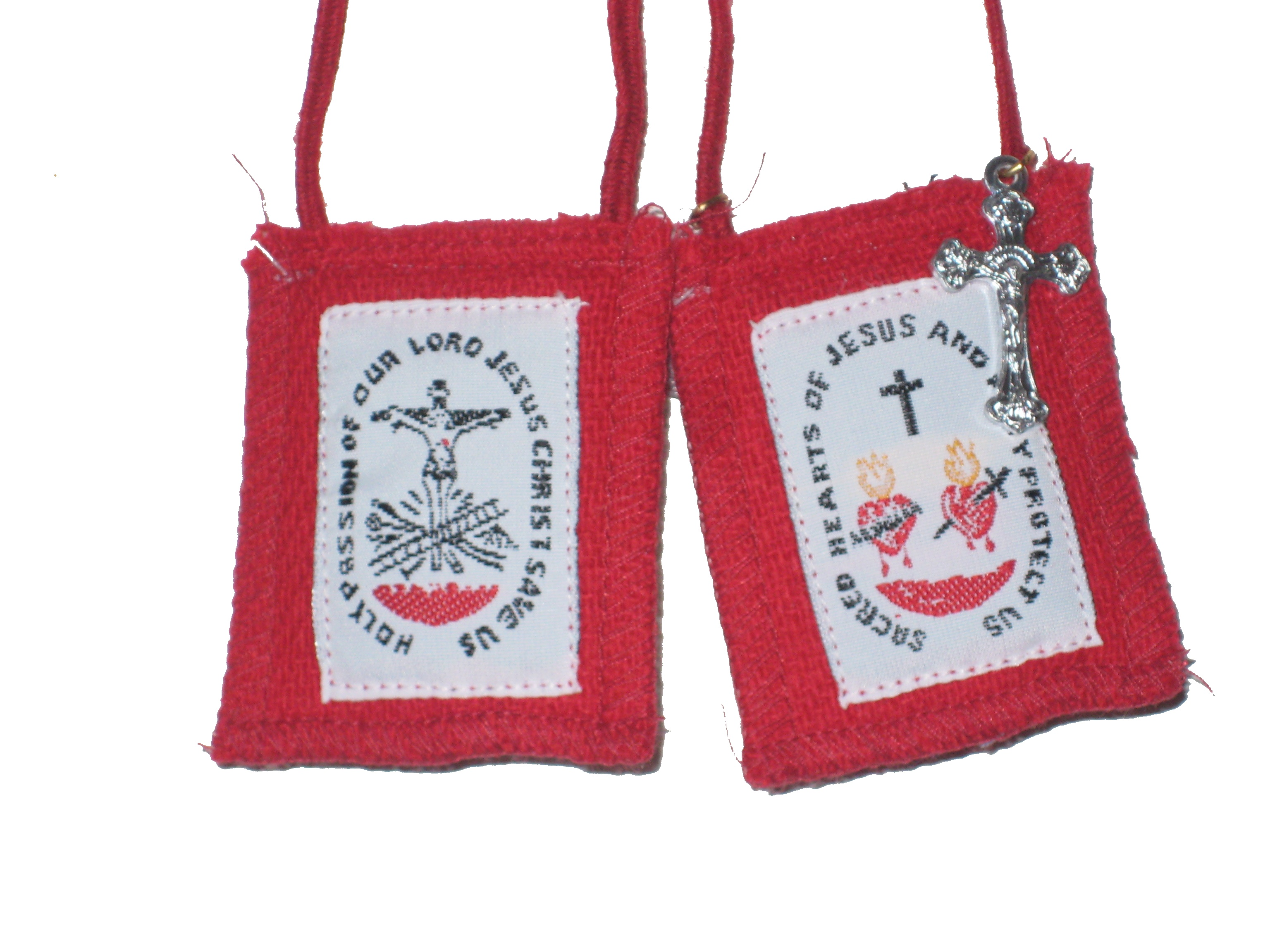
Czerwony Szkaplerz Męki Pańskiej

Apolline Andriveau w 1846 roku doznała wizji trwających od 26 lipca do 14 września, w których przede wszystkim kilkakrotnie ujrzała Chrystusa trzymającego Czerwony Szkaplerz. Po raz pierwszy opowiedziała o otrzymanych łaskach spowiednikowi podczas rekolekcji w październiku 1846 roku. Widzenie z dnia 26 lipca 1846 roku opisała w skrócie: Udałam się do kaplicy. Wydawało mi się, że widzę Chrystusa: w prawej dłoni trzymał czerwony szkaplerz, którego płatki związane były dwoma wełnianymi sznurkami również koloru czerwonego. Na jednym płatku szkaplerza zobaczyłam wizerunek ukrzyżowanego Zbawiciela oraz leżące u Jego stóp najstraszliwsze narzędzia męki... Wokół krucyfiksu widniał napis: «Święta Męko Pana naszego Jezusa Chrystusa, zbaw nas». Na drugim płatku widniały Najświętsze Serca Jezusa i Maryi, a pomiędzy nimi Krzyż oraz napis: «Najświętsze Serca Jezusa i Maryi, strzeżcie nas!».
Przełożony generalny Zgromadzenia Misjonarzy św. Wincentego à Paulo, ks. Jean-Baptiste Étienne, z którym siostra korespondowała w latach 1846-1857, opisując swe przeżycia, przedstawił te objawienia bł. Piusowi IX w 1847 roku. 25 czerwca tego roku papież zaaprobował ich treść, ustanawiając Szkaplerz Męki Pańskiej i Najświętszych Serc Jezusa i Maryi oraz nadał liczne odpusty tym, którzy będą go nosić z wiarą.
Wizje siostry Apolline miały również szerszy charakter. Przytaczała ona słowa Pana Jezusa, który mówił:
Francja nie zginie, zbawię ją przez mój Krzyż, do którego mnie miłość przybiła. Nawrócenie narodu uzależnione było, jak twierdziła, od propagowania we Francji kultu Męki Pańskiej i praktyki noszenia Czerwonego Szkaplerza. Siostra zachęcała również do szczególnego przeżywania każdego piątku, jako dnia Męki i Śmierci Pana Jezusa. Relacjonowała, że Boski Mistrz niezwykle cierpi z powodu oziębłości katolików, którzy w piątek nie zachowują nakazanego postu i wstrzemięźliwości od zabaw. Przekazała również, że Pan Jezus prosi o to, by Księża Misjonarze zwrócili się do Stolicy Apostolskiej z prośbą o możliwość odprawiania w każdy piątek Mszy wotywnej o Męce Pańskiej i tak się stało.